# 2014-es női vízilabda-Európa-bajnokság
A 2014-es női vízilabda-Európa-bajnokság a 15. volt a női Európa-bajnokságok történetében. A tornát Budapesten, Magyarországon rendezték július 13. és 26. között. A címvédő az olasz válogatott volt. Az Európa-bajnokságról három csapat szerzett indulási jogot a 2015-ös női vízilabda-világbajnokságra.
Az Eb-t Spanyolország nyerte, története során először.  A magyar válogatott bronzérmes lett.

## Résztvevők
Az Eb-n a következő 8 válogatott vett részt:
| Esemény                  | Helyszín  | Kvóta | Csapat                                                     |
| ------------------------ | --------- | ----- | ---------------------------------------------------------- |
| Rendező                  | –         | 1     | Magyarország                                               |
| 2012-es Európa-bajnokság | Eindhoven | 3     | Olaszország · Görögország · Oroszország                    |
| Selejtezőtorna           |           | 4     | Spanyolország · Nagy-Britannia · Hollandia · Franciaország |
| Összesen                 |           |       | 8                                                          |

## Sorsolás
Az Európa-bajnokság csoportbeosztását 2014. március 9-én sorsolták Budapesten, a Marriott Hotelben. A 8 csapatot 4 kalapban helyezték el. A sorsolást Kásás Tamás végezte el.
| 1. kalap (a 2012-es Eb első két helyezettje) | 2. kalap (a 2012-es Eb 3. és 4. helyezettje) | 3. kalap (a 2014-es Eb selejtező csoportjainak győztesei) | 4. kalap (a 2014-es Eb selejtező csoportjainak második helyezettjei) |
| -------------------------------------------- | -------------------------------------------- | --------------------------------------------------------- | -------------------------------------------------------------------- |
| Olaszország                                  | Magyarország                                 | Spanyolország                                             | Nagy-Britannia                                                       |
| Görögország                                  | Oroszország                                  | Hollandia                                                 | Franciaország                                                        |

## Lebonyolítás
A tornán 8 ország válogatottja vett részt. A csapatokat két darab, 4 csapatból álló csoportokba sorsolták. A csoporton belül körmérkőzéses lebonyolítás döntötte el a csoportok végeredményét. A csoportmérkőzések után az első helyezettek közvetlenül az elődöntőbe kerültek. A második és harmadik helyezettek egy mérkőzést játszottak az elődöntőbe jutásért. Az elődöntő győztesei játszották a döntőt, a vesztesek a bronzéremért mérkőzhettek. A csoportkör negyedik helyezettjei a 7. helyért játszottak.

## Csoportkör
| Színmagyarázat                                                                                        |
| --- |
| A csoportok első helyezettjei bejutottak az elődöntőbe.                                               |
| A csoportok második és harmadik helyezettjei az elődöntőbe jutásért egy további mérkőzést játszottak. |
| A csoportok negyedik helyezettjei a 7. helyért mérkőztek.                                             |

Minden időpont közép-európai idő szerint van feltüntetve.

### A csoport
| Csapat         | M | Gy | D | V | G+ | G– | Gk  | P |
| -------------- | - | -- | - | - | -- | -- | --- | - |
| Hollandia      | 3 | 3  | 0 | 0 | 32 | 23 | +9  | 9 |
| Magyarország   | 3 | 2  | 0 | 1 | 39 | 24 | +15 | 6 |
| Görögország    | 3 | 1  | 0 | 2 | 23 | 28 | −5  | 3 |
| Nagy-Britannia | 3 | 0  | 0 | 3 | 17 | 36 | −19 | 0 |

| 2014. július 16. 13:00 | Nagy-Britannia       | 7–9         | Görögország | Hajós Alfréd Nemzeti Sportuszoda, Budapest Játékvezetők: Grandin (FRA), Teixido (ESP) |
| 2014. július 16. 13:00 | (1–2, 3–2, 2–2, 1–3) |             |             | Hajós Alfréd Nemzeti Sportuszoda, Budapest Játékvezetők: Grandin (FRA), Teixido (ESP) |
| 2014. július 16. 13:00 | Gibson-Byrne 3       | Jegyzőkönyv | Cukalá 3    | Hajós Alfréd Nemzeti Sportuszoda, Budapest Játékvezetők: Grandin (FRA), Teixido (ESP) |

| 2014. július 16. 17:30 | Hollandia              | 12–11       | Magyarország | Hajós Alfréd Nemzeti Sportuszoda, Budapest Játékvezetők: Ćirić (SRB), Margeta (SLO) |
| 2014. július 16. 17:30 | (3–3, 3–3, 4–3, 2–2)   |             |              | Hajós Alfréd Nemzeti Sportuszoda, Budapest Játékvezetők: Ćirić (SRB), Margeta (SLO) |
| 2014. július 16. 17:30 | Genee, Van der Sloot 3 | Jegyzőkönyv | Keszthelyi 3 | Hajós Alfréd Nemzeti Sportuszoda, Budapest Játékvezetők: Ćirić (SRB), Margeta (SLO) |

| 2014. július 18. 14:30 | Nagy-Britannia       | 5–11        | Hollandia | Hajós Alfréd Nemzeti Sportuszoda, Budapest Játékvezetők: Dreval (RUS), Taccini (ITA) |
| 2014. július 18. 14:30 | (1–2, 2–2, 1–3, 1–4) |             |           | Hajós Alfréd Nemzeti Sportuszoda, Budapest Játékvezetők: Dreval (RUS), Taccini (ITA) |
| 2014. július 18. 14:30 | Gibson-Byrne 2       | Jegyzőkönyv | Genee 3   | Hajós Alfréd Nemzeti Sportuszoda, Budapest Játékvezetők: Dreval (RUS), Taccini (ITA) |

| 2014. július 18. 17:30 | Magyarország         | 12–7        | Görögország        | Hajós Alfréd Nemzeti Sportuszoda, Budapest Játékvezetők: Teixido (ESP), Franulović (CRO) |
| 2014. július 18. 17:30 | (3–0, 3–3, 3–2, 3–2) |             |                    | Hajós Alfréd Nemzeti Sportuszoda, Budapest Játékvezetők: Teixido (ESP), Franulović (CRO) |
| 2014. július 18. 17:30 | Antal 3              | Jegyzőkönyv | Cukalá, Plevritu 3 | Hajós Alfréd Nemzeti Sportuszoda, Budapest Játékvezetők: Teixido (ESP), Franulović (CRO) |

| 2014. július 20. 14:30 | Hollandia            | 9–7         | Görögország | Hajós Alfréd Nemzeti Sportuszoda, Budapest Játékvezetők: Taccini (ITA), Galindo (ESP) |
| 2014. július 20. 14:30 | (3–1, 3–2, 2–3, 1–1) |             |             | Hajós Alfréd Nemzeti Sportuszoda, Budapest Játékvezetők: Taccini (ITA), Galindo (ESP) |
| 2014. július 20. 14:30 | Klaassen 5           | Jegyzőkönyv | Rumbészi 3  | Hajós Alfréd Nemzeti Sportuszoda, Budapest Játékvezetők: Taccini (ITA), Galindo (ESP) |

| 2014. július 20. 17:30 | Nagy-Britannia       | 5–16        | Magyarország | Hajós Alfréd Nemzeti Sportuszoda, Budapest Játékvezetők: Grandin (FRA), Kikalishvili (GEO) |
| 2014. július 20. 17:30 | (2–5, 1–3, 1–5, 1–3) |             |              | Hajós Alfréd Nemzeti Sportuszoda, Budapest Játékvezetők: Grandin (FRA), Kikalishvili (GEO) |
| 2014. július 20. 17:30 | Temple-Craik 2       | Jegyzőkönyv | Keszthelyi 6 | Hajós Alfréd Nemzeti Sportuszoda, Budapest Játékvezetők: Grandin (FRA), Kikalishvili (GEO) |

### B csoport
| Csapat        | M | Gy | D | V | G+ | G– | Gk  | P |
| ------------- | - | -- | - | - | -- | -- | --- | - |
| Spanyolország | 3 | 2  | 0 | 1 | 39 | 22 | +17 | 6 |
| Olaszország   | 3 | 2  | 0 | 1 | 35 | 26 | +9  | 6 |
| Oroszország   | 3 | 2  | 0 | 1 | 38 | 28 | +10 | 6 |
| Franciaország | 3 | 0  | 0 | 3 | 14 | 50 | −36 | 0 |

Azonos pontszám esetén az egymás elleni mérkőzések döntöttek.
| 2014. július 16. 14:30 | Olaszország          | 14–4        | Franciaország | Hajós Alfréd Nemzeti Sportuszoda, Budapest Játékvezetők: Dutilh-Dumas (NED), Alexandrescu (ROU) |
| 2014. július 16. 14:30 | (3–1, 4–1, 1–0, 6–2) |             |               | Hajós Alfréd Nemzeti Sportuszoda, Budapest Játékvezetők: Dutilh-Dumas (NED), Alexandrescu (ROU) |
| 2014. július 16. 14:30 | három játékos 3      | Jegyzőkönyv | Clomes 2      | Hajós Alfréd Nemzeti Sportuszoda, Budapest Játékvezetők: Dutilh-Dumas (NED), Alexandrescu (ROU) |

| 2014. július 16. 16:00 | Oroszország          | 10–9        | Spanyolország     | Hajós Alfréd Nemzeti Sportuszoda, Budapest Játékvezetők: Stavropoulos (GRE), Várkonyi (HUN) |
| 2014. július 16. 16:00 | (2–2, 2–3, 3–2, 3–2) |             |                   | Hajós Alfréd Nemzeti Sportuszoda, Budapest Játékvezetők: Stavropoulos (GRE), Várkonyi (HUN) |
| 2014. július 16. 16:00 | Ivanova 4            | Jegyzőkönyv | Tarragó, García 3 | Hajós Alfréd Nemzeti Sportuszoda, Budapest Játékvezetők: Stavropoulos (GRE), Várkonyi (HUN) |

| 2014. július 18. 13:00 | Franciaország        | 4–18        | Spanyolország | Hajós Alfréd Nemzeti Sportuszoda, Budapest Játékvezetők: Kikashvili (GEO), Schwartz (ISR) |
| 2014. július 18. 13:00 | (1–4, 0–6, 1–5, 2–3) |             |               | Hajós Alfréd Nemzeti Sportuszoda, Budapest Játékvezetők: Kikashvili (GEO), Schwartz (ISR) |
| 2014. július 18. 13:00 | Daule 2              | Jegyzőkönyv | Tarragó 6     | Hajós Alfréd Nemzeti Sportuszoda, Budapest Játékvezetők: Kikashvili (GEO), Schwartz (ISR) |

| 2014. július 18. 16:00 | Oroszország          | 10–13       | Olaszország | Hajós Alfréd Nemzeti Sportuszoda, Budapest Játékvezetők: Stavropoulos (GRE), Koganov (AZE) |
| 2014. július 18. 16:00 | (2–3, 1–3, 4–5, 3–2) |             |             | Hajós Alfréd Nemzeti Sportuszoda, Budapest Játékvezetők: Stavropoulos (GRE), Koganov (AZE) |
| 2014. július 18. 16:00 | négy játékos 2       | Jegyzőkönyv | Bianconi 4  | Hajós Alfréd Nemzeti Sportuszoda, Budapest Játékvezetők: Stavropoulos (GRE), Koganov (AZE) |

| 2014. július 20. 13:00 | Oroszország            | 18–6        | Franciaország     | Hajós Alfréd Nemzeti Sportuszoda, Budapest Játékvezetők: Toygaru (TUR), Dutilh-Dumas (NED) |
| 2014. július 20. 13:00 | (4–1, 6–3, 3–2, 5–0)   |             |                   | Hajós Alfréd Nemzeti Sportuszoda, Budapest Játékvezetők: Toygaru (TUR), Dutilh-Dumas (NED) |
| 2014. július 20. 13:00 | Prokofjeva, Karimova 5 | Jegyzőkönyv | Guillet, Clomes 2 | Hajós Alfréd Nemzeti Sportuszoda, Budapest Játékvezetők: Toygaru (TUR), Dutilh-Dumas (NED) |

| 2014. július 20. 16:00 | Olaszország          | 8–12        | Spanyolország | Hajós Alfréd Nemzeti Sportuszoda, Budapest Játékvezetők: Várkonyi (HUN), Ćirić (SRB) |
| 2014. július 20. 16:00 | (1–4, 2–4, 3–3, 2–1) |             |               | Hajós Alfréd Nemzeti Sportuszoda, Budapest Játékvezetők: Várkonyi (HUN), Ćirić (SRB) |
| 2014. július 20. 16:00 | Emmolo 4             | Jegyzőkönyv | Tarragó 5     | Hajós Alfréd Nemzeti Sportuszoda, Budapest Játékvezetők: Várkonyi (HUN), Ćirić (SRB) |

## Rájátszás
|  |              |              |              |              |               |            |              |           |               |               |               |               |               |
|  | Negyeddöntők | Negyeddöntők | Negyeddöntők |              |               | Elődöntők  | Elődöntők    | Elődöntők |               |               | Döntő         | Döntő         | Döntő         |
|  | Negyeddöntők | Negyeddöntők | Negyeddöntők |              |               | Elődöntők  | Elődöntők    | Elődöntők |               |               | Döntő         | Döntő         | Döntő         |
|  | július 22.   | július 22.   | július 22.   | július 24.   | július 24.    | július 24. |              |           |               |               |               |               |               |
|  | július 22.   | július 22.   | július 22.   | július 24.   | július 24.    | július 24. |              |           |               |               |               |               |               |
|  | B2           | Olaszország  | 7 (4)        | A1           | Hollandia     | 8 (4)      |              |           |               |               |               |               |               |
|  | B2           | Olaszország  | 7 (4)        | A1           | Hollandia     | 8 (4)      |              |           |               |               |               |               |               |
|  | A3           | Görögország  | 7 (2)        |              |               |            | Olaszország  | 8 (3)     |               |               | július 26.    | július 26.    | július 26.    |
|  | A3           | Görögország  | 7 (2)        |              |               |            | Olaszország  | 8 (3)     |               |               | július 26.    | július 26.    | július 26.    |
|  |              |              |              |              |               |            | Hollandia    | Hollandia | 5             |               |               |               |               |
|  |              |              |              |              |               |            | Hollandia    | Hollandia | 5             |               |               |               |               |
|  | július 22.   | július 22.   | július 22.   | július 24.   | július 24.    | július 24. |              |           | Spanyolország | Spanyolország | 10            |               |               |
|  | július 22.   | július 22.   | július 22.   | július 24.   | július 24.    | július 24. |              |           | Spanyolország | Spanyolország | 10            |               |               |
|  | A2           | Magyarország | 11           | B1           | Spanyolország | 9          |              |           |               |               |               |               |               |
|  | A2           | Magyarország | 11           | B1           | Spanyolország | 9          |              |           |               |               |               |               |               |
|  | B3           | Oroszország  | 7            |              |               |            | Magyarország | 8         |               |               | Bronzmérkőzés | Bronzmérkőzés | Bronzmérkőzés |
|  | B3           | Oroszország  | 7            |              |               |            | Magyarország | 8         |               |               | Bronzmérkőzés | Bronzmérkőzés | Bronzmérkőzés |
|  |              |              |              |              |               |            | július 26.   |           |               |               |               |               |               |
|  |              |              |              |              |               |            |              |           |               |               |               |               |               |
|  |              |              |              | Magyarország | Magyarország  | 10         |              |           |               |               |               |               |               |
|  |              |              |              | Magyarország | Magyarország  | 10         |              |           |               |               |               |               |               |
|  |              |              |              | Olaszország  | Olaszország   | 9          |              |           |               |               |               |               |               |
|  |              |              |              | Olaszország  | Olaszország   | 9          |              |           |               |               |               |               |               |
|  |              |              |              |              |               |            |              |           |               |               |               |               |               |

### Az elődöntőbe jutásért
| 2014. július 22. 16:30 | Magyarország         | 11–7        | Oroszország | Hajós Alfréd Nemzeti Sportuszoda, Budapest Játékvezetők: Bender (GER), Margeta (SLO) |
| 2014. július 22. 16:30 | (2–1, 4–1, 3–3, 2–2) |             |             | Hajós Alfréd Nemzeti Sportuszoda, Budapest Játékvezetők: Bender (GER), Margeta (SLO) |
| 2014. július 22. 16:30 | Antal 3              | Jegyzőkönyv | Grineva 2   | Hajós Alfréd Nemzeti Sportuszoda, Budapest Játékvezetők: Bender (GER), Margeta (SLO) |

| 2014. július 22. 18:00 | Olaszország          | 11–9        | Görögország | Hajós Alfréd Nemzeti Sportuszoda, Budapest Játékvezetők: Schwartz (ISR), Alexandrescu (ROU) |
| 2014. július 22. 18:00 | (2–2, 3–2, 1–2, 1–1) |             |             | Hajós Alfréd Nemzeti Sportuszoda, Budapest Játékvezetők: Schwartz (ISR), Alexandrescu (ROU) |
| 2014. július 22. 18:00 | Di Mario, Bianconi 2 | Jegyzőkönyv | Aszimáki 2  | Hajós Alfréd Nemzeti Sportuszoda, Budapest Játékvezetők: Schwartz (ISR), Alexandrescu (ROU) |
| 2014. július 22. 18:00 | Büntetőpárbaj:       |             |             | Hajós Alfréd Nemzeti Sportuszoda, Budapest Játékvezetők: Schwartz (ISR), Alexandrescu (ROU) |
| 2014. július 22. 18:00 | 4–2                  |             |             | Hajós Alfréd Nemzeti Sportuszoda, Budapest Játékvezetők: Schwartz (ISR), Alexandrescu (ROU) |

### Elődöntők
| 2014. július 24. 16:30 | Magyarország         | 8–9         | Spanyolország | Hajós Alfréd Nemzeti Sportuszoda, Budapest Játékvezetők: Ćirić (SRB), Franulović (CRO) |
| 2014. július 24. 16:30 | (2–2, 3–3, 2–3, 1–1) |             |               | Hajós Alfréd Nemzeti Sportuszoda, Budapest Játékvezetők: Ćirić (SRB), Franulović (CRO) |
| 2014. július 24. 16:30 | Keszthelyi 4         | Jegyzőkönyv | García 4      | Hajós Alfréd Nemzeti Sportuszoda, Budapest Játékvezetők: Ćirić (SRB), Franulović (CRO) |

| 2014. július 24. 18:00 | Olaszország          | 11–12       | Hollandia             | Hajós Alfréd Nemzeti Sportuszoda, Budapest Játékvezetők: Naumov (RUS), Margeta (SLO) |
| 2014. július 24. 18:00 | (1–1, 4–4, 2–1, 1–2) |             |                       | Hajós Alfréd Nemzeti Sportuszoda, Budapest Játékvezetők: Naumov (RUS), Margeta (SLO) |
| 2014. július 24. 18:00 | Garibotti 2          | Jegyzőkönyv | Smit, Van der Sloot 2 | Hajós Alfréd Nemzeti Sportuszoda, Budapest Játékvezetők: Naumov (RUS), Margeta (SLO) |
| 2014. július 24. 18:00 | Büntetőpárbaj:       |             |                       | Hajós Alfréd Nemzeti Sportuszoda, Budapest Játékvezetők: Naumov (RUS), Margeta (SLO) |
| 2014. július 24. 18:00 | 3–4                  |             |                       | Hajós Alfréd Nemzeti Sportuszoda, Budapest Játékvezetők: Naumov (RUS), Margeta (SLO) |

### A 7. helyért
| 2014. július 22. 15:00 | Nagy-Britannia       | 5–8         | Franciaország | Hajós Alfréd Nemzeti Sportuszoda, Budapest Játékvezetők: Dreval (RUS), Dutilh-Dumas (NED) |
| 2014. július 22. 15:00 | (1–3, 2–1, 1–3, 1–1) |             |               | Hajós Alfréd Nemzeti Sportuszoda, Budapest Játékvezetők: Dreval (RUS), Dutilh-Dumas (NED) |
| 2014. július 22. 15:00 | Gibson-Byrne 3       | Jegyzőkönyv | Guillet 2     | Hajós Alfréd Nemzeti Sportuszoda, Budapest Játékvezetők: Dreval (RUS), Dutilh-Dumas (NED) |

### Az 5. helyért
| 2014. július 24. 15:00 | Oroszország          | 7–5         | Görögország  | Hajós Alfréd Nemzeti Sportuszoda, Budapest Játékvezetők: Taylor (GBR), Grandin (FRA) |
| 2014. július 24. 15:00 | (3–3, 3–1, 0–1, 1–0) |             |              | Hajós Alfréd Nemzeti Sportuszoda, Budapest Játékvezetők: Taylor (GBR), Grandin (FRA) |
| 2014. július 24. 15:00 | Prokofjeva 3         | Jegyzőkönyv | öt játékos 1 | Hajós Alfréd Nemzeti Sportuszoda, Budapest Játékvezetők: Taylor (GBR), Grandin (FRA) |

### Bronzmérkőzés
| 2014. július 26. 16:30 | Magyarország         | 10–9        | Olaszország | Hajós Alfréd Nemzeti Sportuszoda, Budapest Játékvezetők: Dutilh-Dumas (NED), Teixido (ESP) |
| 2014. július 26. 16:30 | (2–3, 5–2, 0–2, 3–2) |             |             | Hajós Alfréd Nemzeti Sportuszoda, Budapest Játékvezetők: Dutilh-Dumas (NED), Teixido (ESP) |
| 2014. július 26. 16:30 | Antal 3              | Jegyzőkönyv | Bianconi 3  | Hajós Alfréd Nemzeti Sportuszoda, Budapest Játékvezetők: Dutilh-Dumas (NED), Teixido (ESP) |

### Döntő
| 2014. július 26. 18:00 | Hollandia            | 5–10        | Spanyolország | Hajós Alfréd Nemzeti Sportuszoda, Budapest Játékvezetők: Taccini (ITA), Stavropoulos (GRE) |
| 2014. július 26. 18:00 | (3–3, 0–2, 2–2, 0–3) |             |               | Hajós Alfréd Nemzeti Sportuszoda, Budapest Játékvezetők: Taccini (ITA), Stavropoulos (GRE) |
| 2014. július 26. 18:00 | Van der Sloot 3      | Jegyzőkönyv | García 3      | Hajós Alfréd Nemzeti Sportuszoda, Budapest Játékvezetők: Taccini (ITA), Stavropoulos (GRE) |

| A 2014-es női vízilabda-Európa-bajnokság győztese |
| ------------------------------------------------- |
| · Spanyolország · 1. cím                          |

## Végeredmény
Magyarország eltérő háttérszínnel kiemelve.
| Helyezés | Nemzet         | M | Gy | D | V | G+ | G– | Gk  | P  |
| -------- | -------------- | - | -- | - | - | -- | -- | --- | -- |
| Arany    | Spanyolország  | 5 | 4  | 0 | 1 | 58 | 35 | +23 | 12 |
| Ezüst    | Hollandia      | 5 | 3  | 1 | 1 | 45 | 41 | +4  | 10 |
| Bronz    | Magyarország   | 6 | 4  | 0 | 2 | 68 | 49 | +19 | 12 |
| 4.       | Olaszország    | 6 | 2  | 2 | 2 | 59 | 51 | +8  | 8  |
| 5.       | Oroszország    | 5 | 3  | 0 | 2 | 52 | 44 | +8  | 9  |
| 6.       | Görögország    | 5 | 1  | 1 | 3 | 35 | 42 | –7  | 4  |
|          |                |   |    |   |   |    |    |     |    |
| 7.       | Franciaország  | 4 | 1  | 0 | 3 | 22 | 55 | –33 | 3  |
| 8.       | Nagy-Britannia | 4 | 0  | 0 | 4 | 22 | 44 | –22 | 0  |